# NGC 7769
NGC 7769 (другие обозначения — PGC 72615, UGC 12808, IRAS23485+1952, MCG 3-60-30, KCPG 592A, ZWG 455.54, KAZ 346, KUG 2348+198A) — спиральная галактика (Sb) в созвездии Пегас.
Этот объект входит в число перечисленных в оригинальной редакции «Нового общего каталога».